# Крючок для вязания

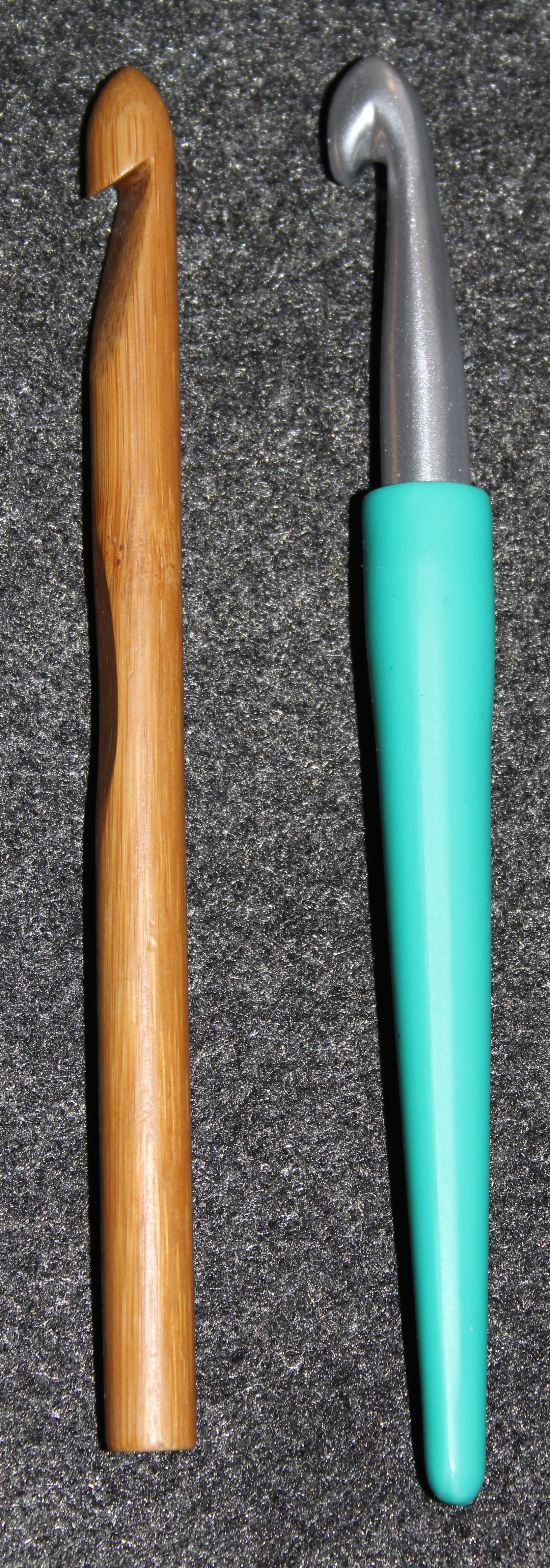
Крючки

Крючо́к (или игла́ для вяза́ния) — инструмент, используемый для создания петель из нити или пряжи и соединения их в петли в технике вязания крючком. По сути, это круглый стержень, заострённый на одном конце, с боковой канавкой позади него. Остриё облегчает продевание крючка сквозь изделие, а желобок позволяет вытянуть петлю обратно через связанный материал. При этом вал делится на рабочую зону, определяющую номинальный диаметр крючка и обеспечивающую равномерное распределение образующихся на нём петель, и рукоятку.
Очень часто используется как инструмент декорирования народного костюма.

## История
Вязание крючком появилось как отдельное текстильное искусство в начале XIX века, и многие крючки для вязания сохранились с того периода. Хотя встречаются упоминания вязальных крючков в более ранние периоды.
Железный крючок, найденный вместе с пряслицем и стерженьком для сурмления в кургане № 26 Ворухского могильника (Северный Таджикистан, Исфаринский район) датируется II в. до н. э. — VI в. н. э. не оставляет сомнений в текстильном назначении крючка.
Вязальные крючки встречаются и в археологических находках древнемордовских памятниках бассейнов рек Вад и Цна в VII—X веках.

## Типы крючков
Современные крючки можно разделить на две группы:
- с тонкими стальными крючками, вставленными в отдельные ручки,
- цельные крючки, изготовленные из различных материалов.

Основные элементы крючка: ponta — головка; gancho — горло; haste — черенок; apoio — захват; cabo — ручка

 Различие между стальными и другими крючками сохраняется и по сей день, хотя в настоящее время все они обычно имеют цельную конструкцию. На ручку могут быть нанесены различные покрытия по эргономическим причинам. Изысканные ручки были сделаны из-за их декоративной ценности.
Крючки для вязания в настоящее время выпускаются диаметром от 0,35 мм до 25 мм. Эти диаметры указываются как непосредственно в миллиметрах, так и в различных числовых или буквенных системах измерения.
Стандартизации в размерах вязальных крючков практически нет, поэтому у разных производителей они отличаются. В США размеры крючков обозначаются либо буквами от B до S, либо цифрами от 1 до 16. В метрической и английской системах мер используются только цифры.

Крючки под 2,0 мм изготовлены из стали (из-за её прочности) и поочерёдно называются стальными, шнурковыми или резьбовыми крючками. Крючки 2,0 мм или большего диаметра называются крючками для пряжи или обычными крючками. Алюминий является преобладающим материалом из 2,0 мм до 6,0 мм (из-за меньшего веса). Кроме того, бамбук, дерево и пластик являются более распространёнными материалами (из-за их ещё более лёгкого веса). Однако указанные границы размеров между типами являются приблизительными. За исключением самых тонких крючков, которые неизменно изготавливаются из стали, за пределами указанных диапазонов могут встречаться другие материалы.

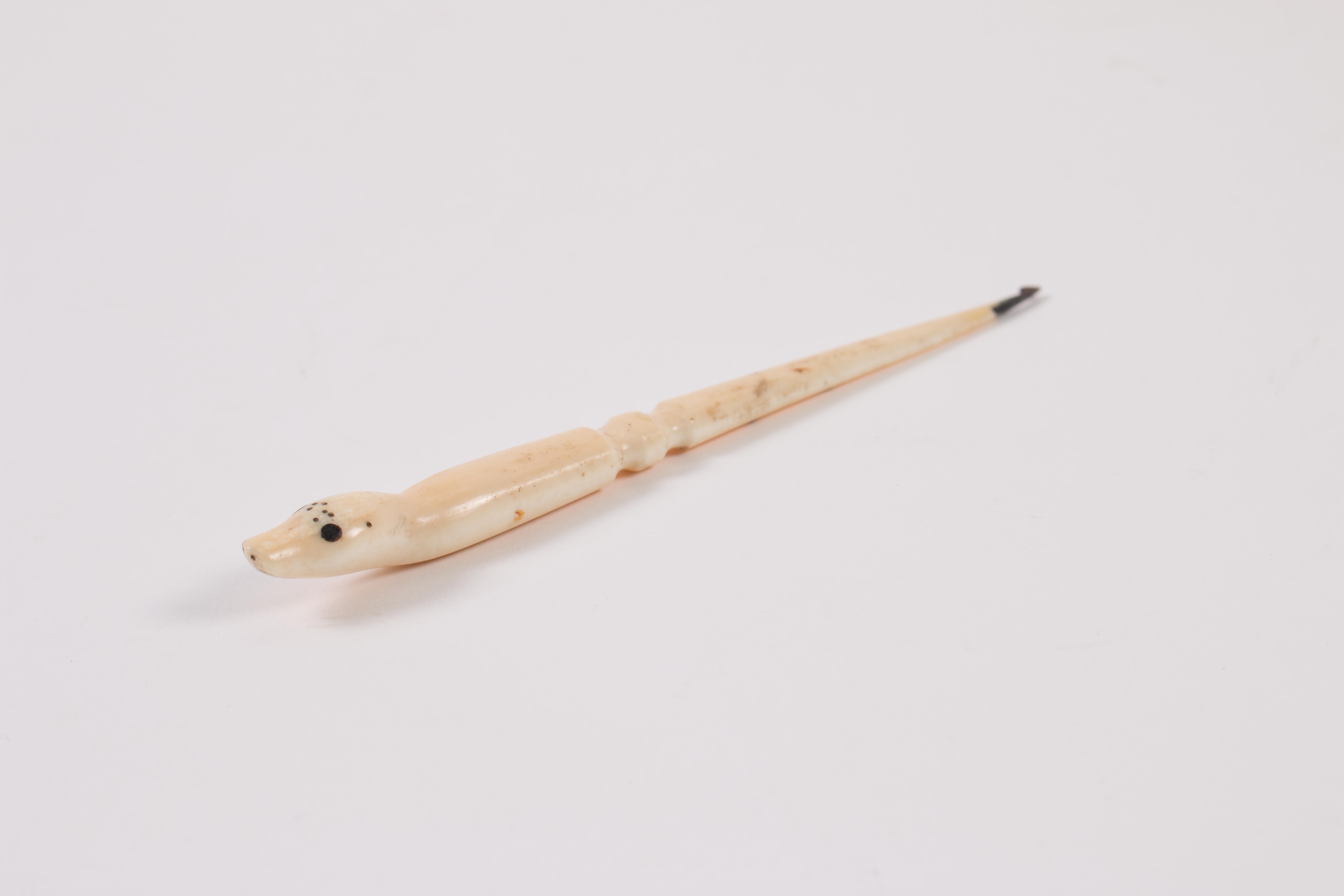
Вязальный крючок с декоративной ручкой

Исторические материалы для ручек и некоторых цельных крючков включают кости, иглы дикобраза, целлулоид, агат, слоновую кость и окаменелую кость мамонта.
Более длинные крючки используются для тунисского вязания крючком, чтобы приспособить длинные ряды открытых петель, характерные для этого стиля. Форма с крючками на обоих концах также используется для тунисского и других видов вязания крючком, которые нельзя сделать с помощью стандартного крючка, например, крючком.
В литературе рассматриваются два вида крючка:
- короткие, используемые для простой вязки
- длинные, используемые только для тунисского вязания крючком

Также существует Кнук — это тип крючка для вязания, один конец которого представляет собой крючок, а другой конец имеет отверстие для крепления шнура. Шнур позволяет надевать на крючок несколько живых лицевых и изнаночных петель, которые затем снимаются и надеваются на шнур при переходе к следующему ряду.

## Способы удерживания

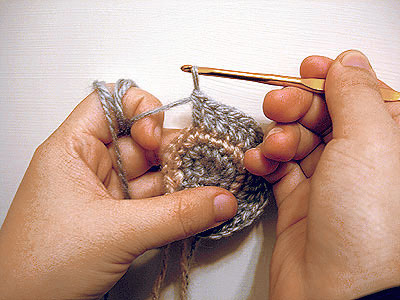
Способ удержания крючка

Два основных способа удержания вязального крючка:
- карандашный захват с крючком, проходящим через промежность большого пальца, напоминающий карандаш,
- рукоятка ножа с крюком под ладонью, напоминающая нож, который держат сверху.

Эти захваты функционально эквивалентны и выбираются в зависимости от личных предпочтений, при этом гибридные формы являются обычным явлением.

## Другое применение
Крючки можно использовать во многих случаях, когда необходимо протянуть нить через отверстие. Например, многие вязальщицы используют их для фиксации пропущенных вязальных петель, а портные могут использовать крючок для вязания, чтобы продеть шнурок через корпус. Их использование не ограничивается вязание кружев крючком; крючки для вязания можно использовать для поддержания дредов, втягивая выбившиеся волосы обратно в основной дред.